# Червоподібний ланцюжок
Червоподібний ланцюжок — модель полімеру, що враховує його пружність. Модель описує полімер як довгу неперервну локально гнучку нитку, на відміну від моделі ідеального ланцюжка, яка описує полімер як послідовність жорстких ланок із випадково орієнтованими з'єднаннями. Модель червоподібного ланцюжка успішно працює для опису таких важливих полімерів, як подвійна спіраль ДНК та РНК, неструктурована РНК та неструктуровані білки.
У цій моделі полімер уявляється як ізотропний неперервно гнучкий прут. Модель особливо добре описує жорсткіші полімери, у яких сусідні ланки більш-менш узгоджені, тобто орієнтовані приблизно однаково. При кімнатній температурі форма полімеру задається гладенькою вигнутою конформацією, при T = 0 K конформація полімеру жорстка.

## Теоретичний опис
Полімер із довжиною {\displaystyle l} параметризується як шлях {\displaystyle s\in (0,l)}, на якому {\displaystyle {\hat {t}}(s)} — одиночний вектор, дотичний до ланцюжка в точці шляху {\displaystyle s}, а {\displaystyle {\vec {r}}(s)} — радіус вектор цієї точки. Тоді
{\displaystyle {\hat {t}}(s)\equiv {\frac {\partial {\vec {r}}(s)}{\partial s}}},
а відстань між кінцями дорівнює
{\displaystyle {\vec {R}}=\int _{0}^{l}{\hat {t}}(s)ds.}
Можна показати, що кореляційна функція червоподібного ланцюжка задається експоненційним розпадом:
{\displaystyle \langle {\hat {t}}(s)\cdot {\hat {t}}(0)\rangle =\langle \cos \;\theta (s)\rangle =e^{-s/P}\,},
де {\displaystyle P} — за означенням характеристична персистентна довжина полімеру. Зазвичай цікавляться середньо-квадратичною відстанню між кінцями полімеру:
{\displaystyle \langle R^{2}\rangle =\langle {\vec {R}}\cdot {\vec {R}}\rangle =\left\langle \int _{0}^{l}{\hat {t}}(s)ds\cdot \int _{0}^{l}{\hat {t}}(s')ds'\right\rangle =\int _{0}^{l}ds\int _{0}^{l}\langle {\hat {t}}(s)\cdot {\hat {t}}(s')\rangle ds'=\int _{0}^{l}ds\int _{0}^{l}e^{-\left|s-s'\right|/P}ds'}
{\displaystyle \langle R^{2}\rangle =2Pl\left[1-{\frac {P}{l}}\left(1-e^{-l/P}\right)\right]},
Якщо {\displaystyle l\gg P}, то {\displaystyle \langle R^{2}\rangle =2Pl}. Це дає підставу вважати довжину Куна удвічі більшою за персистентну довжину.

## Розтягування
При ненульовій температурі відстань між кінцями полімеру значно коротша від його контурної довжини {\displaystyle L_{0}}. Причиною цього є теплові флуктуації, що призводять до скручування полімеру, у встановлення випадкової конфігурації. Розтягування зменшує спектр можливих конфігурацій, які є причиною ентропійного опору видовжуванню.
Цей ентропійний опір можна оцінити, записавши ентропійну функцію Гамільтона:
{\displaystyle H=H_{\rm {entropic}}+H_{\rm {external}}={\frac {1}{2}}k_{B}T\int _{0}^{L_{0}}P\cdot \left({\frac {\partial ^{2}{\vec {r}}(s)}{\partial s^{2}}}\right)^{2}ds-xF}.
Тут контурну довжину позначено {\displaystyle L_{0}}, персистентну довжину — {\displaystyle P}, видовження — {\displaystyle x}, а  зовнішню силу — {\displaystyle F}. {\displaystyle k_{B}} — стала Больцмана, {\displaystyle T} — абсолютна температура.   
Залежність  прикладеної сили від видовження вимірюють інструментами на зразок атомного силового мікроскопа та лазерних щипців. Встановлено інтерполяційну формулу, що відтворює цю залежність з відносною похибкою 15% (J. F. Marko, E. D. Siggia (1995)). 
{\displaystyle {\frac {FP}{k_{B}T}}={\frac {1}{4}}\left(1-{\frac {x}{L_{0}}}\right)^{-2}-{\frac {1}{4}}+{\frac {x}{L_{0}}},}
Ще точнішу оцінку (відносна похибка 1%) дає формула
{\displaystyle {\frac {FP}{k_{B}T}}={\frac {1}{4}}\left(1-{\frac {x}{L_{0}}}\right)^{-2}-{\frac {1}{4}}+{\frac {x}{L_{0}}}-0.8\left({\frac {x}{L_{0}}}\right)^{2.15}.}
Існує також формула для оберненої залежності видовження від сили (відносна точність 1%):
{\displaystyle {\frac {x}{L_{0}}}={\frac {4}{3}}-{\frac {4}{3{\sqrt {{\frac {FP}{k_{B}T}}+1}}}}-{\frac {10e^{\sqrt[{4}]{900{\frac {k_{B}T}{FP}}}}}{{\sqrt {\frac {FP}{k_{B}T}}}\left(e^{\sqrt[{4}]{900{\frac {k_{B}T}{FP}}}}-1\right)^{2}}}+{\frac {\left({\frac {FP}{k_{B}T}}\right)^{1.62}}{3.55+3.8\left({\frac {FP}{k_{B}T}}\right)^{2.2}}}.}

## Врахування податливості
При розгляді розтягування полімеру не можна знехтувати пружним відгуком. Наприклад, для добре вивченого розтягування ДНК у фізіологічному розчині за умов майже нейтрального pH при кімнатній температурі необхідно враховувати податливість. Цю ентальпійну податливість враховують з допомогою модуля жорсткості {\displaystyle K_{0}}. Для достатньо сильно розтягнутих полімерів його врахування приводить до функції Гамільтона:
{\displaystyle H=H_{\rm {entropic}}+H_{\rm {enthalpic}}+H_{\rm {external}}={\frac {1}{2}}k_{B}T\int _{0}^{L_{0}}P\cdot \left({\frac {\partial {\vec {r}}(s)}{\partial s}}\right)^{2}ds+{\frac {1}{2}}{\frac {K_{0}}{L_{0}}}x^{2}-xF}.
Тут враховано як ентропійний член, пов'язаний зі зміною конформації, так і ентальпійний член, до описує пружне видовження полімеру. Ентальпійний відгук задається як відгук пружини за законом Гука. Було запропоновано кілька наближень, що справедливі при різних величинах прикладеної сили. Коли сила мала (F <  10 pN), працює наступна формула:
{\displaystyle {\frac {FP}{k_{B}T}}={\frac {1}{4}}\left(1-{\frac {x}{L_{0}}}+{\frac {F}{K_{0}}}\right)^{-2}-{\frac {1}{4}}+{\frac {x}{L_{0}}}-{\frac {F}{K_{0}}}}.
У разі більшої сили, при значному видовженні полімеру, справедливе наступне наближення:
{\displaystyle x=L_{0}\left(1-{\frac {1}{2}}\left({\frac {k_{B}T}{FP}}\right)^{1/2}+{\frac {F}{K_{0}}}\right)}.
Типове значення модуля жорсткості подвійної спіралі ДНК — приблизно 1000 pN, а персистентна довжина — 45 нм . Точніша інтерполяція залежності сили від видовження задається формулами:
{\displaystyle {\frac {FP}{k_{B}T}}={\frac {1}{4}}\left(1-{\frac {x}{L_{0}}}+{\frac {F}{K_{0}}}\right)^{-2}-{\frac {1}{4}}+{\frac {x}{L_{0}}}-{\frac {F}{K_{0}}}-0.8\left({\frac {x}{L_{0}}}-{\frac {F}{K_{0}}}\right)^{2.15}.}
{\displaystyle {\frac {x}{L_{0}}}={\frac {4}{3}}-{\frac {4}{3{\sqrt {{\frac {FP}{k_{B}T}}+1}}}}-{\frac {10e^{\sqrt[{4}]{900{\frac {k_{B}T}{FP}}}}}{{\sqrt {\frac {FP}{k_{B}T}}}\left(e^{\sqrt[{4}]{900{\frac {k_{B}T}{FP}}}}-1\right)^{2}}}+{\frac {\left({\frac {FP}{k_{B}T}}\right)^{1.62}}{3.55+3.8\left({\frac {FP}{k_{B}T}}\right)^{2.2}}}+{\frac {F}{K_{0}}}.}

## Виноски
1. 1 2 3 4  Kirby, B.J. Micro- and Nanoscale Fluid Mechanics: Transport in Microfluidic Devices. Архів оригіналу за 28 квітня 2019. Процитовано 18 червня 2017. [Архівовано 2019-04-28 у Wayback Machine.]
2. ↑  J. A. Abels and F. Moreno-Herrero and T. van der Heijden and C. Dekker and N. H. Dekker (2005). Single-Molecule Measurements of the Persistence Length of Double-Stranded RNA. Biophysical Journal. 88: 2737—2744. doi:10.1529/biophysj.104.052811.
3. ↑  L. J. Lapidus and P. J. Steinbach and W. A. Eaton and A. Szabo and J. Hofrichter (2002). Single-Molecule Effects of Chain Stiffness on the Dynamics of Loop Formation in Polypeptides. Appendix: Testing a 1-Dimensional Diffusion Model for Peptide Dynamics. Journal of Physical Chemistry B. 106: 11628—11640. doi:10.1021/jp020829v.
4. 1 2 3 4 5  Doi and Edwards (1988). The Theory of Polymer Dynamics.
5. 1 2  Rubinstein and Colby (2003). Polymer Physics.
6. 1 2 3  Petrosyan, R. (2016). Improved approximations for some polymer extension models. Rehol Acta. doi:10.1007/s00397-016-0977-9.
7. ↑  Marko, J.F.; Eric D. Siggia (1995). Stretching DNA. Macromolecules. 28: 8759—8770. Bibcode:1995MaMol..28.8759M. doi:10.1021/ma00130a008.
8. ↑  Odijk, Theo (1995). Stiff Chains and Filaments under Tension. Macromolecules. 28: 7016—7018. Bibcode:1995MaMol..28.7016O. doi:10.1021/ma00124a044.
9. ↑  Wang, Michelle D.; Hong Yin; Robert Landick; Jeff Gelles; Steven M. Block (1997). Stretching DNA with Optical Tweezers. Biophysical Journal. 72: 1335—1346. Bibcode:1997BpJ....72.1335W. doi:10.1016/S0006-3495(97)78780-0. PMC 1184516. PMID 9138579.
10. ↑  Murugesapillai D et al, Single-molecule studies of high-mobility group B architectural DNA bending proteins [Архівовано 12 травня 2017 у Wayback Machine.], Biophys Rev (2016) doi:10.1007/s12551-016-0236-4